# Croton baillonianus
Espèce
Croton baillonianus est une espèce de plantes à fleurs du genre Croton et de la famille des Euphorbiaceae, présente de l'Équateur jusqu'au Pérou.
Il a pour synonymes :
- Croton baillonianus var. pachyphyllus, Müll.Arg., 1865
- Croton baillonianus var. submembranaceus, Müll.Arg., 1865
- Oxydectes bailloniana (Müll.Arg.) Kuntze